# Иванополь (Винницкая область)
Ивано́поль (укр. Іванопіль) — село на Украине, находится в Литинском районе Винницкой области.
Код КОАТУУ — 0522487002. Население по переписи 2001 года составляет 753 человека. Почтовый индекс — 22321. Телефонный код — 4347.

## История
В 1946 году указом ПВС УССР село Янополь переименовано в Иванополь.

## Адрес местного совета
22320, Винницкая область, Литинский р-н, с. Уладовка, ул. Ленина, 3